# Magdalena de Montclar
Magdalena de Montclar, (Montclar d'Urgell – Cervera, 1617), coneguda amb el sobrenom de Salvadora, viuda de Salvador Cuberes i que exercia l'ofici de llevadora a Montclar d'Urgell.

### Context históric
Una sèrie de pluges torrencials i una pedregada al poble de Montclar d'Urgell van fer perdre tota la collita de cereals, olives i raïm, que eren el principal sustent de la població. Les grans pluges inclús van fer caure una masia. Després de les pluges una epidèmia que produïa moltes febres va afectar la població i va provocar la mort d'infants. En aquest context es va presentar a la població de Montclar d'Urgell el famós caçador de bruixes Cosme Soler que va convéncer a la població que aquest conjunt de desgràcies sols podien ser obra d'una bruixa.

### Judici i sentència
Després d'una investigació i recollir els testimonis dels veïns, Cosme Soler va determinar que la culpable dels fets era Magdalena, la va acusar de bruixeria, de malmetre collites, provocar la mort d'infants i tenir relacions sexuals amb el dimoni. Magdalena fou apresada però va aconseguir escapar i fugir a la població de Cervera.
El baró de Montclar, que en aquells moments era Guillem Ramon de Pons va fer arribar un requeriment al batlle cervera. Magdalena va ser apressada i posteriorment jutjada pel Consell Municipal de Cervera i el 4 de juny de 1617 va ser sentenciada a ser torturada i, després penjada pel coll a la forca fins a la seua mort.
| « | E lo dit magnífich Consell, hoydea dita enquesta y informatió per dit magnífich assessor feta, ha sententiat y declarat que dita na Magdalena Cuberes sie penyada per lo coll a guisa que muyre y que primer sie torturada in capite sosiarum. | » |

El 8 de juliol de 1617, Jaume Rosier, botxí de Cardona, reconeix haver rebut 8 lliures com a pagament dels treballs de torturar i penjar Magdalena.

### Cultura popular
A principis de la dècada del 1990 es va construir a Montclar d'Urgell una gegantona en forma de bruixa, inspirada en la història de Magdalena.
El 2007 es va construir a Cervera una gegantona en homenatge a Magdalena de Montclar.
El 2022 el municipi de Cervera va reanomenar la plaça Pius XII a Plaça Magdalena de Montclar en el seu record.